# Charles De Coster
Charles Théodore Henri De Coster (München, 20. kolovoza 1827. – Bruxelles, 17. svibnja 1879.), belgijski pisac francuskog izraza.
Neko vrijeme bio je službenik Kraljevskog arhiva, zatim profesor književnosti u Vojnoj školi u Bruxellesu. Proučavao je prošlost Flandrije, njezinu pučku književnost i jezik. Pod utjecajem toga studija napisao je folklorno obojene "Flamanske legende", a deset godina kasnije objavio je svoje glavno djelo "Legenda o Ulenspiegelu i Lammeu Geodzacku". 
Popularni lik starije njemačke književnosti Ulenspiegel postaje u njegovoj verziji narodni junak, simbol flamanskog naroda u borbi za pravdu i slobodu. Oba su djela pisana arhaičnim francuskim jezikom koji svojom patinom i sočnošću podsjeća na jezik Rabelaisova stoljeća. Na modernom francuskom jeziku objavio je "Brabantske priče", "Svadbeno putovanje", "Putovanje u Zelandiju". Posmrtno je izdana njegova ljubavna korespodencija "Leteres a Elisa".  